# Kai Hahto
Kai Hahto (31 de diciembre de 1973 en Vaasa, Finlandia) es un profesor de batería, baterista de la banda de death metal Wintersun, de la banda de metal sinfónico Nightwish y miembro fundador de la banda de grindcore Rotten Sound. Aparte de esto, ha tocado en muchas otras bandas, cuyos estilos varían desde el black metal hasta el jazz. Está patrocinado por Meinl, Pearl, Pearl Eliminator pedals, Balbex drumsticks, Roland V-Drums y Finfonic. En sus inicios, Kai Hahto usaba un kit Kumu.

## Biografía
Hahto fue un miembro de la banda de grindcore, Rotten Sound y también grabó con la banda Wintersun antes de unirse a ella como batería. Hahto trabajo con platillos Meinls, baterías y hardware Pearl, baquetas Balbex, baterías Roland V y auriculares Finfonic.
El 6 de agosto de 2014, se anunció que Kai Hahto relevaría el puesto de Jukka Nevalainen (batería de Nightwish) en Nightwish para tocar la batería en su nuevo álbum, ya que Jukka padece de insomnio crónico desde hace algunos años. El 15 de julio de 2019 Hahto es anunciado miembro oficial luego de que Nevalainen revelara que no regresaría a la banda.

## Discografía
| Banda           | Año de lanzamiento | Título                                     | Sello discográfico    |
| --------------- | ------------------ | ------------------------------------------ | --------------------- |
| Rotten Sound    | 1995               | Sick Bastard                               | Genet Records         |
| Rotten Sound    | 1995               | Psychotic Veterinarian                     | S.O.A. Records        |
| Rotten Sound    | 1996               | Loosin' Face                               | Anomie Records        |
| Rotten Sound    | 1997               | Spitted Alive                              | I.D.S. Records        |
| Rotten Sound    | 1997               | Under Pressure                             | Repulse Records       |
| Rotten Sound    | 1998               | Drain                                      | Repulse Records       |
| Rotten Sound    | 2000               | Still Psycho                               | Necropolis Records    |
| Max on the Rox  | 2000               | Voodoo                                     | Kråklund Records      |
| Rotten Sound    | 2001               | 8 Hours of Lobotomy                        | M.C.R. Records        |
| Rotten Sound    | 2002               | Murderworks                                | Necropolis Records    |
| Max on the Rox  | 2002               | Rox II                                     | Kråklund Records      |
| Rotten Sound    | 2003               | Seeds of Hate                              | Cudgel Agency         |
| Rotten Sound    | 2003               | From Crust 'Til Grind                      | Century Media Records |
| Wintersun       | 2004               | Wintersun                                  | Nuclear Blast         |
| Max on the Rox  | 2004               | Rhythmic Songs from a Mysterious Red House | Kråklund Records      |
| Rotten Sound    | 2005               | Exit                                       | Spinefarm Records     |
| Swallow the Sun | 2009               | New Moon                                   | Spinefarm Records     |
| Wintersun       | 2011               | Time I                                     | Nuclear Blast         |
| Nightwish       | 2015               | Endless Forms Most Beautiful               | Nuclear Blast         |
| Nightwish       | 2020               | Human. :II: Nature.                        | Nuclear Blast         |